# Вторая Греческая республика
Втора́я Гре́ческая респу́блика (греч. Βʹ Ελληνική Δημοκρατία) — период истории современной Греции, начавшийся свержением в 1924 году «коронованной республики» греческих монархов из династии Глюксбургов и завершившийся в 1935 году военным переворотом, который восстановил монархию.
Вторая Греческая республика была провозглашена 25 марта 1924 года после поражения Греции в войне с Турцией в Малой Азии, которая широко критиковалась королевским правительством. Во время своего короткого существования Вторая республика оказалась неустойчивой. Греческое общество оставалось расколотым со времён так называемой Национальной схизмы — противостояние между прореспубликанцами, сторонниками Элефтериоса Кириаку Венизелоса и монархистами, представленными Народной партией, которая отказалась признавать легитимность республики.
Раскол в обществе распространился и на культурные и на социальные вопросы, такие как разногласия по поводу использования греческого языка (вопросы димотики и катаревусы) и даже архитектурных стилей. К этой поляризации в обществе была добавлена дестабилизирующее участие военных в политике, в результате которой произошёл ряд переворотов и попыток переворотов.
Экономика находилась в состоянии разрухи после десятилетия войн и не смогла поддержать почти 1,5 миллиона беженцев, которые переселились в Грецию из Анатолии в ходе греко-турецкого обмена населением. Несмотря на усилия реформистского правительства Элефтериоса Кириаку Венизелоса в 1928—1932 годах, Великая депрессия имела катастрофические последствия для экономики Греции. Победа на выборах Народной партии в 1933 году и два неудачных переворота венизелистов наконец проложили путь к возврату на престол короля Георга II.

## История
23 марта 1924 года Учредительное национальное собрание провозгласило Грецию республикой. Новое правительство страны под руководством Александроса Папанастасиу (лидер партии Республиканского союза, основанной в 1924 году) принял ряд законов, которые укрепили новый режим, в частности об аграрной реформе и других. 
13 апреля 1924 года состоялся референдум о провозглашении республики, по итогам которой за отмену монархии проголосовало 70.0% избирателей.
Подъём в начале 1925 года рабочего и крестьянского движения, некоторые либеральные меры правительства Папанастасиу вызвали опасения крупной буржуазии.
25 июня 1925 года генерал Теодорос Пангалос совершил государственный переворот, арестовал своих противников, объявил компартию вне закона и арестовал весь её ЦК, распустил Греческий парламент 30 сентября 1925 года и объявил себя 4 января 1926 года диктатором. Массовая раздача Пангалосом концессий иностранцам, главным образом французским капиталистам, вызвала недовольство значительной части крупной буржуазии, которая добилась его свержения 22 августа 1926 года. Новые выборы, которые состоялись 7 ноября того же года, принесли победу Либеральной партии Элефтериоса Венизелоса.
В течение десяти послевоенных лет не произошло существенных сдвигов в экономическом развитии Греции. Аграрная реформа, которая проводилась в 1924—1926 годах, не решила всех неотложных вопросов. В 1921—1933 годах было построено значительное количество предприятий — преимущественно лёгкой и пищевой промышленности. Тяжёлой же промышленности практически не было.
После прихода к власти в июле 1928 года правительства Э. Венизелоса в стране были восстановлены некоторые демократические свободы. Однако подъём революционного движения напугал буржуазию. 25 июля 1929 года парламент принял закон, запрещавший компартию и революционные профсоюзы.
Мировой экономический кризис, начавшийся в 1929 году, с исключительной силой поразил Грецию, особенно её сельское хозяйство. Промышленное производство в 1929 году сократилось на 25 % по сравнению с 1928 годом, число безработных достигло 200 тысяч человек.
В 1932 году правительство возглавил лидер Народной партии Панагис Цалдарис, который во внешней политике ориентировался на Францию. В феврале 1934 года Греция вошла в состав Балканской Антанты.
С середины 1930-х годов в борьбе великих держав за преобладание в Греции всё более активное участие начинает принимать нацистская Германия.
В марте 1935 года П. Цалдарис столкнулся с попыткой нового государственного переворота, который пытались осуществить офицеры — сторонники Венизелоса. Путч подавил новый лидер монархистов генерал Георгиос Кондилис.
В октябре 1935 года Г. Кондилис совершил военно-монархический переворот. По его предложению парламент принял решение о восстановлении монархии. Инсценированный монархистами плебисцит 3 ноября того же года разрешил королю Георгу II вернуться в Грецию.

## Послереспубликанские события
Практически сразу же после возвращения король поссорился с Кондилисом и отстранил его от власти.
По инициативе Компартии Греции ещё в 1934 году был создан Народный фронт в составе Коммунистической партии Греции, левых профсоюзов, отдельных социалистических групп, Аграрной партии. После расстрела бастующих в Салониках 9 мая 1936 года было опубликовано воззвание ЦК КПГ и парламентской фракции Народного фронта, в котором осуждались преступные действия правительства и содержался призыв к народу и армии подняться на борьбу. Однако 4 августа 1936 года генерал Иоаннис Метаксас осуществил переворот, распустил все политические партии, арестовал их лидеров. За первые три месяца после прихода к власти Метаксаса были сосланы на пустынные острова свыше тысячи антифашистов. Во внешней политике правительство Метаксаса поддерживало тесные связи скорее с Британией и Францией, чем со странами Оси.

## Хронология событий
- 25 марта 1924 года — провозглашение Второй Греческой республики
- 13 апреля 1924 года — референдум подтвердил установление республиканской формы правления
- 24 июня 1925 года — введение диктатуры Теодороса Пангалоса
- 24 августа 1926 года — свержение Пангалоса
- 5 июля 1928 года — победа на выборах Элефтериоса Венизелоса
- 1 марта 1935 года — неудачная попытка переворота венизелистами
- 11 ноября 1935 — плебисцит восстанавливает монархию
- 4 августа 1936 — установление диктатуры Иоанниса Метаксаса